# Bethylonymus robustus
Bethylonymus robustus  (лат.) — ископаемый вид жалящих перепончатокрылых рода Bethylonymus из семейства Bethylonymidae. Один из древнейших представителей подотряда стебельчатобрюхие. Обнаружен в юрских ископаемых останках (Средняя Азия, Казахстан, Карабастауская свита, келловейский ярус, Karatau-Mikhailovka, около 165 млн лет). Длина тела 6 мм, длина переднего крыла 3 мм.
Вид Bethylonymus robustus был впервые описан по отпечаткам в 1975 году советским и российским палеоэнтомологом Александром Павловичем Расницыным (ПИН РАН, Москва, Россия) и включён в состав рода Bethylonymus. Сестринские таксоны: Bethylonymus curtipes, B. magnus, B. micrurus, B. nigricornis, B. pedalis, B. microphthalmus, B. sibiricus. Включены в состав ископаемого надсемейства Bethylonymoidea, корневой группы для всех жалящих перепончатокрылых насекомых (Aculeata).